# Tangara icterocephala
Tangara icterocephala е вид птица от семейство Тангарови (Thraupidae).

## Разпространение
Видът е разпространен в Еквадор, Колумбия, Коста Рика, Панама и Перу.